# Nogent-l'Artaud
Nogent-l'Artaud è un comune francese di 2 174 abitanti situato nel dipartimento dell'Aisne della regione dell'Alta Francia.

## Società

### Evoluzione demografica
Abitanti censiti